# Бацова махала
Ба̀цова махала̀ е село в Северна България. То се намира в община Никопол, област Плевен.

## География
Разположено е на левия бряг по долината на река Осъм на около 30 km на североизток от областния център Плевен. Съседни села на Бацова махала са Трънчовица, разположено на 3 km на юг, и Санадиново на 5 km на североизток.

## История
В средата на 18 век известна част от българите, живеещи в село Църкалово, което се намирало южно от село Трънчовица, поради болести и наводнения се изселили и дошли в новото село, наречено тогава махалата на дядо Бацо. Названието си Бацова махала селото получило от неговия пръв жител, който се установил на това място, а именно дядо Бацо.

## Религия
През 2011 година започва строеж на черква в селото. Тя е посветена на Свети Андрей Първозванни. Храмът е осветен през 2015 от Великотърновски митрополит Григорий.
Селото е част от Никополска духовна околия към Великотърновска епархия на Българската православна църква.

## Редовни събития
Съборът на селото се провежда в последната събота от месец октомври. За събора винаги се организира празничен концерт.